# The Sweet Hello, The Sad Goodbye (Bassflow Remake - Radio Edit)
The Sweet Hello, The Sad Goodbye (Bassflow remake) – singel szwedzkiego duetu Roxette wydany w 2012 roku promujący album The Biggest Hits XXX. Początkowo miał znaleźć się na albumie "Travelling".

## Lista utworów
1. "The Sweet Hello, The Sad Goodbye (Bassflow remake)" - 4:48
2. "The Sweet Hello, The Sad Goodbye (Bassflow remake) [Radio Edit]" - 3:48